# Conflict
Conflict er et punk-band fra Storbritannien.

## Diskografi
- It's time to see who's who (1982)
- The final conflict (1988)
- The Ungovernable Force (2006)

- Wikimedia Commons har flere filer relateret til Conflict

| Musikgruppe | Spire Denne artikel om en britisk musikgruppe er en spire som bør udbygges. Du er velkommen til at hjælpe Wikipedia ved at udvide den. |